# Gasteracantha rubrospinis
Gasteracantha rubrospinis là một loài nhện trong họ Araneidae.
Loài này thuộc chi Gasteracantha. Gasteracantha rubrospinis được Félix Édouard Guérin-Méneville miêu tả năm 1838.